# Збірна Туркменістану з футболу
Націона́льна збі́рна Туркменістану з футбо́лу — туркменська національна збірна з футболу, яку контролює Федерація футболу Туркменістану. 
Станом на 3 квітня 2025 посідає 142-e місце у рейтингу футбольних збірних світу.

## Історія
1 червня 1992 року збірна Туркменістану зіграла свій перший в історії матч, проти збірної Казахстану.

### Збірна під керівництвом Віктора Пожечевського
Влітку 1998 року Віктору Пожечевському надійшла пропозиція від Федерації футболу Туркменістану очолити національну збірну цієї країни. Ставши біля керма національної команди, Пожечевський так само був призначений на посаду консультанта клубу «Копетдаг», але вже через місяць став головним тренером, поєднуючи клубну діяльність з роботою у збірній. Для посилення національної команди, Віктор Олександрович запросив ряд футболістів з України - Андрія Зав'ялова, Костянтина Сосенка, Романа Бондаренка, Ігоря Кислова, які оформивши відповідне громадянство, разом з натуралізованими росіянами Валерієм Брошиним та капітаном команди Дмитром Хомухою склали кістяк збірної Туркменістану. Влітку 1998 року підопічні Пожічевского взяли участь в 13 Азійських іграх, де виступили досить успішно, по ходу турніру обігравши збірні В'єтнаму, Республіки Корея, Індії і зігравши в нічию з командами КНДР і Узбекистану, пробилися до 1/4 фіналу, де поступилися збірній Китаю. Вдало для тренера складалися справи і в «Копетдазі». Після попереднього сезону, Пожечевський вдалося повернути для клубу чемпіонський титул. Незважаючи на успішну роботу в Туркменістані, на початку 1999 року, тренер приймає рішення повернутися в Україну.

### Збірна під керівництвом Рахіма Курбанмаммедова
Право виступати у фінальній стадії Кубку Азії 2004 туркменські футболісти домоглися, вигравши в 2003 році відбірковий турнір в групі «G», де виступали також команди Об'єднаних Арабських Еміратів, Сирії та Шрі-Ланки.
Восени 2003 року, збірна Туркменістану в попередніх матчах відбіркового турніру на Чемпіонат світу 2006, розгромила в Ашгабаті команду Афганістану з рахунком 11:0, хет-триками відзначилися Бегенч Кулієв і Реджеп Агабаев, два голи забив Гуванчмухаммет Овеков, відзначилися також Назар Байрамов, Омар Бердиєв і Дідарклич Уразов. Це найбільша перемога в історії національної збірної. У матчі-відповіді збірна Туркменістану знову перемогла Афганістан (2:0), обидва голи на рахунку Бегенча Кулієва..
У грудні 2003 року збірна Туркменістану вперше в своїй історії увійшла до сотні найсильніших футбольних команд світу в рейтингу ФІФА, вийшовши на 99-те місце, завдяки успіхам у матчах відбіркового турніру Кубку Азії 2004 і кваліфікаційного раунду Чемпіонату світу 2006.
У фінальному турнірі Кубку Азії 2004, який проходив в Китаї, збірна потрапила до групи «С», в складі якої знаходилися географічні сусіди-узбеки, c триразові чемпіони Азії - аравійці та майбутні чемпіони Азії 2007 року іракці. Збірна не вийшла з групи, зігравши в нічию з Саудівською Аравією (2:2), поступилася збірній Іраку (2:3) і програла останній матч в групі Узбекистану (0:1).

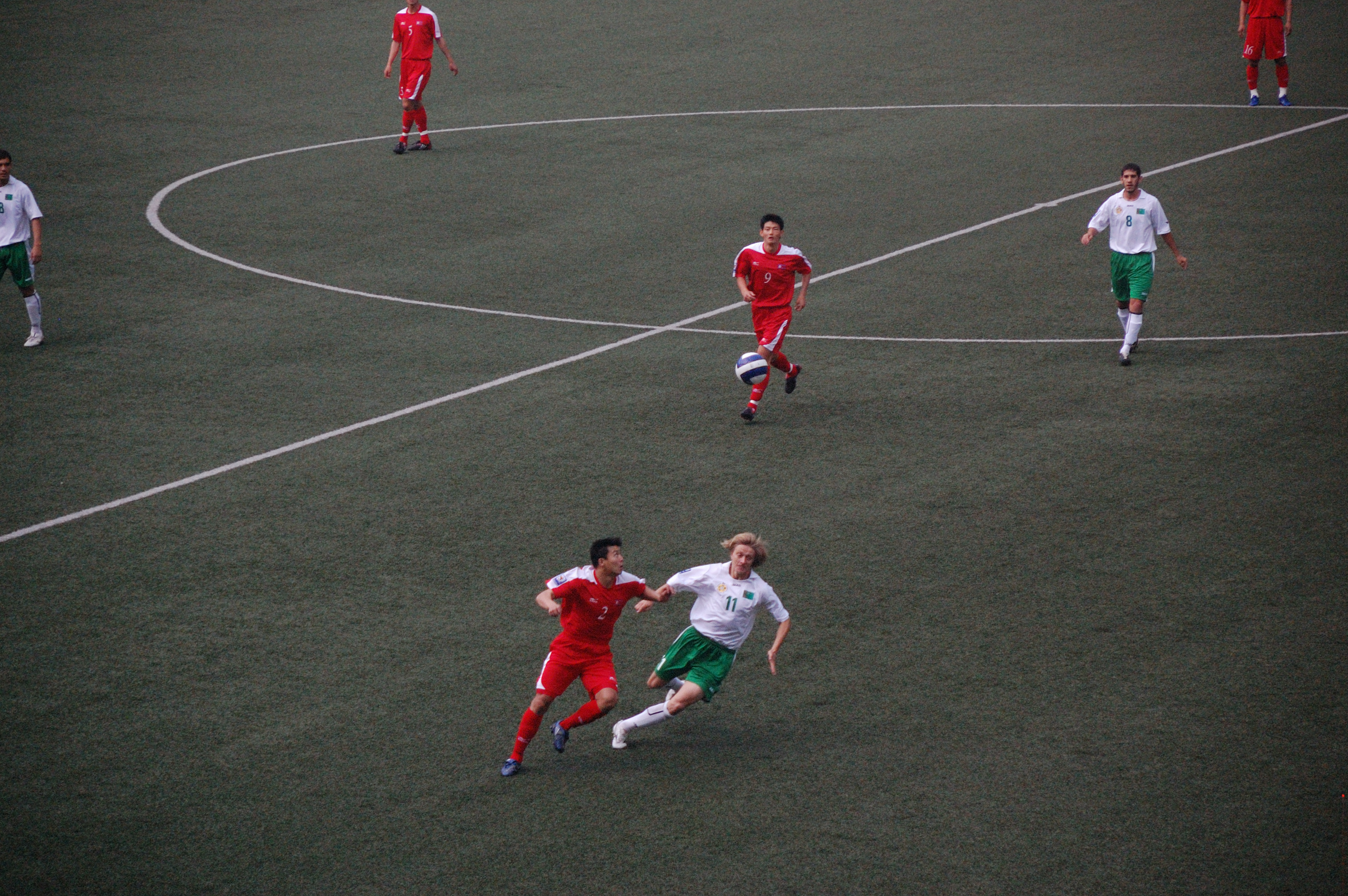
Збірна Туркменістану в грі зі збірною КНДР в Пхеньяні

### Збірна під керівництвом Язгули Ходжагельдиєва
У лютому 2010 року збірну Туркменістану з футболу очолив Язгула Ходжагельдиєв, відомий туркменам по роботі в ашхабадському «МТТУ». Під його керівництвом збірна вирушила до Шрі-Ланки для участі в фінальному турнірі Кубка виклику АФК 2010. На турнірі збірна Туркменістану вперше пробилася до фіналу Кубку виклику АФК, програвши в підсумковому матчі команді КНДР в серії післяматчевих пенальті.
В цьому ж році Футбольна асоціація Туркменістану запропонувала уродженцю Туркменістану, головному тренеру казанського «Рубіна», Курбану Бердиеву відновити співпрацю. На запрошення ФК «Рубін» місто Казань відвідала велика група туркменських фахівців. У грудні 2010 року тренерський штаб «Рубіна» на чолі з Бердиєвим з візитом у відповідь побували в Ашгабаті. У січні 2011 року тижневе професійне стажування на перших підготовчих зборах казанців в Туреччині провів головний тренер національної збірної Туркменістану Язкули Ходжагельдиєв.
У березні 2011 року національна команда Туркменістану успішно вийшла до фінального раунду Кубку виклику АФК 2012 обігравши Пакистан, Тайвань і зігравши в нічию з Індією на відбіркових змаганнях в Куала-Лумпурі.
Влітку 2011 року першому відбірковому матчі проти Індонезії, в гонці за потрапляння до фіналу ЧС 2014 збірна розпочала нічиєю в Ашгабаті (1:1) і прикра поразка в гостях з рахунком 4:3 вибила збірну з боротьби за право поїхати на ЧС-2014.
Взимку 2012 року збірна зібралася на збори в Туреччині. Готуючись до Кубка виклику АФК 2012, збірна на чолі з Язгули Ходжагельдиєвим провела товариський матч з Румунією, в результаті збірна Туркменії розгромно поступилася 4:0.
У березні 2012 року збірна вирушила в Катманду, для участі в фінальному турнірі Кубку виклику АФК 2012. Збірна Туркменістану обіграла господарів турніру Непал (3:0) і збірну Мальдів (3:1), матч з Палестиною закінчився нульовою нічиєю. У півфіналі туркмени обіграли Філіппіни (2:1). Однак у фіналі збірна Туркменістану вдруге поспіль упустила шанс завоювати Кубок виклику АФК, пропустивши гол від збірної КНДР в кінці матчу програвши матч з рахунком 1:2.
У жовтні 2012 року збірна Туркменістану посіла друге місце на VFF Cup 2012 обігравши збірні В'єтнаму, Лаосу [15] і розгромно поступившись студентській збірній Південної Кореї.
23 березня 2013 року туркменські футболісти розгромили (7:0) збірну Камбоджі в столиці Філіппін місті Манілі в кваліфікаційному раунді Кубка виклику АФК 2014. У другому турі збірна Туркменістану повинна була зустрітися з командою Брунею, але команда Брунею не прибула на турнір, таким чином була присуджена технічна перемога з рахунком 3:0. В останньому турі туркмени програли збірній Філіппін (1:0), але вийшла до фінальної частини Кубку виклику АФК з другого місця за кращими показниками серед усіх інших груп.

### 2014 — наш час
У січні головним тренером знову став Рахім Курбанмамедов, команда провела три тренувальні збори і в травні вирушила на Кубок виклику АФК 2014, де не змогла вийти з групи, тим самим втративши шанси кваліфікуватися на Чемпіонат Азії 2015 року. У червні 2014 року за незадовільну гру збірної у фінальному турнірі Кубку виклику АФК, був звільнений з посади весь тренерський склад, включаючи головного тренера.

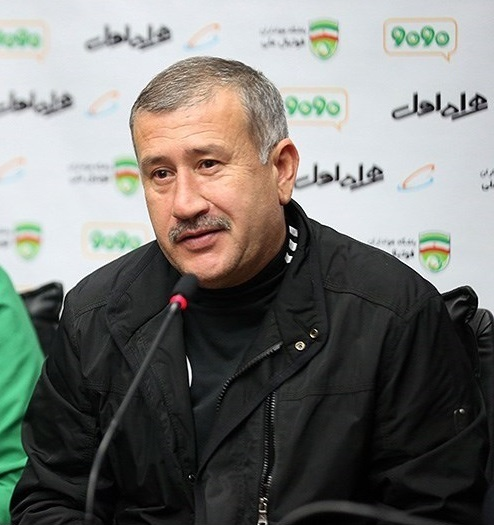
Аманклич Кочумов

Навесні 2015 року новим головним тренером збірної був призначений Аманклич Кочумов для підготовки команди до участі у відбірковому турнірі на Чемпіонат світу з футболу 2018. Команда стартувала невдало, поступившись однією з найслабшою збірною в Азії - збірній Гуаму (1:0), автогол забив Сердар Аннаоразов. 16 червня 2015 вперше збірна Туркменістану проводила матч за межами Ашгабату, на стадіоні в Дашогузі в присутності 10 тисяч глядачів, збірна Туркменістану зіграла внічию з Іраном (1:1). Потім, на виїзді команда поступилася збірній Оману (3:1). У домашніх матчах, які проходили на стадіоні «Копетдаг», в жовтні 2016 року була обіграна збірна Індії (2:1) та Гуаму (1:0). У листопаді збірна Туркменістану провела товариську зустріч зі збірною ОАЕ, яка закінчилася поразкою (1:5) і офіційний матч з Іраном, в якому команда поступилася (1:3). 17 листопада 2016 року збірна Туркменістану в домашньому матчі сенсаційно обіграла збірну Оману (2:1). У заключному етапі збірна Туркменістану на виїзду здолала Індію (1:2). Туркменська команда зайняла 3-тє місце в групі «D», що не дозволило команді пройти до наступного етапу відбіркових матчів на Чемпіонат світу 2018, однак дало можливість поборотися за потрапляння на Кубок Азії 2019.

## Чемпіонат світу
- 1994 — не пройшла кваліфікацію
- 1998 — не пройшла кваліфікацію
- 2002 — не пройшла кваліфікацію
- 2006 — не пройшла кваліфікацію
- 2010 — не пройшла кваліфікацію
- 2014 — не пройшла кваліфікацію
- 2018 — не пройшла кваліфікацію

## Кубок Азії
- з 1956 по 1992 — не брала участь
- 1996 — не пройшла кваліфікацію
- 2000 — не пройшла кваліфікацію
- 2004 — груповий етап
- 2007 — не брала участь
- 2011 — не пройшла кваліфікацію
- 2015 — не пройшла кваліфікацію
- 2019 — груповий етап